# Tergeste
Tergeste (grec antic: Τέργεστε o Τέργεστον) va ser una ciutat que va pertànyer bé a la província del Venetia o bé a la d'Ístria, que estava situada a una badia anomenada Tergestinus Sinus (avui Golf de Trieste), allà on ara hi ha la ciutat de Trieste. Estrabó i Claudi Ptolemeu la situen a Ístria, Plini el vell a la regió dels carns al Vèneto; Pomponi Mela la situa a la frontera d'Il·líria. La frontera entre les províncies de Venècia i d'Ístria va ser des d'una data concreta el riu Fòrmio i per això el més probable és que pertanyés a Venetia.
La ciutat apareix per primer cop l'any 51 aC quan se sap que va ser ocupada per una incursió dels bàrbars dels territoris veïns, i llavors ja era una ciutat romana que havia rebut una colònia. Després de l'atac va quedar malmesa i va ser reconstruïda, fortificada i emmurallada per defensar-la d'atacs futurs, l'any 32 aC. Em temps d'August va tenir el rang de colònia i l'emperador va posar sota la seva dependència les tribus veïnes dels carns i dels catalis al mateix temps que va sotmetre els bàrbars propers més perillosos, els iapods.
Després va créixer gràcies al seu port, el millor de la regió, però aviat va ser eclipsada pel creixement d'Aquileia i encara que era un municipi provincial no va aconseguir cap preeminència. Antoní Pius va concedir la ciutadania romana als carnis i als catalis i van deixar de ser trubus dependents de Roma, i així els caps tribals van poder optar a les magistratures. Més tard ja no va tornar a aparèixer a la història però va continuar existint fins a l'edat mitjana en què gairebé va desaparèixer per renéixer al segle xviii, quan va tornar a ser una ciutat important de la mar Adriàtica.
Només es conserven unes restes del temple romà dins la moderna catedral, algunes inscripcions, mosaics i relleus.